# Fabien Aïssa Busetta
Fabien Aïssa Busetta est un comédien français né à Marseille le 12 juillet 1977.

## Biographie
Fabien Aïssa Busetta est un "enfant de la balle", issu d'une famille travaillant dans le music-hall depuis le XIXe siècle. Il est sorti avec une première pièce de théâtre où il interprète le rôle d'Arthur Rimbaud, à l'âge de 17 ans ; par la suite il intègre le théâtre national de Marseille jusqu'en 1994, au côté de Marcel Maréchal. Après un bref séjour dans divers cours à New York (Hunter school, Actors Studio) il revient en France et retourne à l'école (ERAC, à Cannes, école nationale superieure d'art dramatique) et en sortira en 1999/2000 avec "Les pièces de guerres" d'Edward Bond, mise en scène par Jean-Pierre Vincent, lequel fera par la suite plusieurs fois appel au jeune comédien pour la cour d'honneur à Avignon, ou encore "11 débardeurs" d'Edward Bond, entre autres ; son travail au théâtre est très marqué par un goût pour les écritures contemporaines.
Il fait parallèlement ses premiers pas au cinéma avec un rôle dans Viva Laldjerie de Nadir Moknèche, Boudu de Gérard Jugnot, et quelques rares apparitions dans des  fictions télévisée. Son parcours prend un tournant plus radical avec le très porno-chic Glory-Hole (avec des scènes de sexes non simulées[réf. nécessaire]), ce film lui donne, étrangement, la possibilité de décrocher un rôle important dans la mini-série Les Oubliées.
Il codirige un des plus importants collectifs d'acteurs en France "La Réplique". Il fonde au côté de Valérie Trébor la compagnie de théâtre marseillaise Organon Art Cie.

## Filmographie
- 2006 :  Les oubliees de Hervé Hadmar
- 2007 : Un roman policier de Stéphanie Duvivier
- 2009 : Le Dernier pour la route de Philippe Godeau
- 2010 : Dans l ombre d'un flic de David Delrieux
- 2010 : Dernier étage, gauche, gauche d'Angelo Cianci
- 2012 : Chercher le garçon de Dorothée Sebbagh